# المعالجون التقليديون في إفريقيا الجنوبية

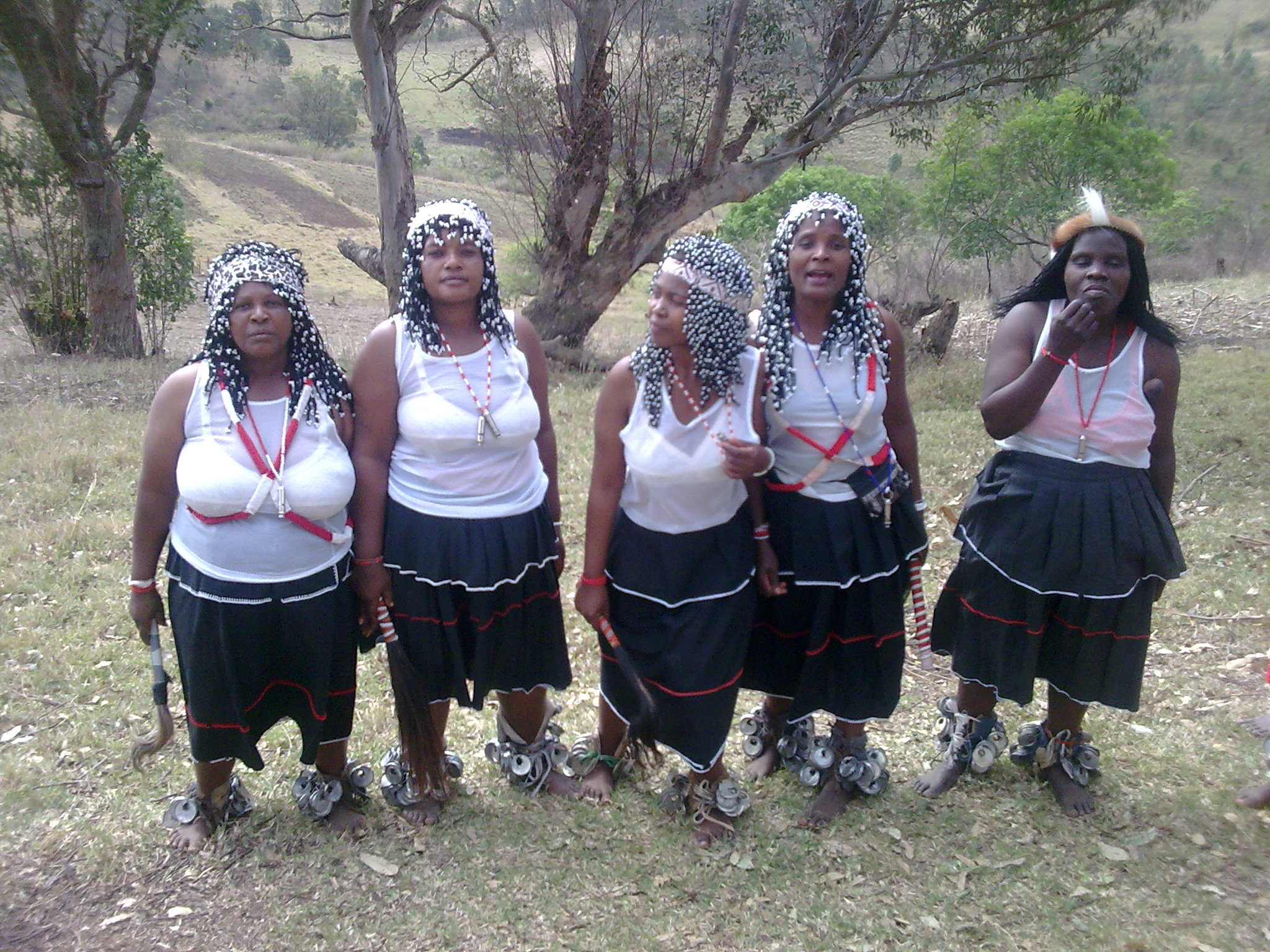

المعالجون التقليديون في أفريقيا الجنوبية هم الذين يمارسون الطب الإفريقي التقليدي في إفريقيا الجنوبية. يؤدي المعالجون التقليديون أدوارًا اجتماعية وسياسية مختلفة في المجتمع، منها العرافة وعلاج الأمراض الجسمية والعاطفية والروحية، وإدارة شعائر الولادة والموت، وإيجاد المواشي الضالّة، وحماية المحاربين، وفكّ السحر، ورواية التاريخ والكونيات وأساطير تراثهم. في مجتمعات النغوني، وسوثوتسوانا وتسونغا في إفريقيا الجنوبية نوعان من المعالجين التقليديين: العرّاف (سانغوما)، وصاحب الأعشاب (إنيانغا). هؤلاء المعالجون هم شامانات إفريقيون جنوبيون يبجّلهم المجتمع ويحترمهم لأن أهل المجتمع يعتقدون أن المرض يسببه السحر أو التلوث (الاحتكاك بأشياء أو حوادث غير طاهرة) أو تجاهل الأسلاف. يقدَّر عدد المعالجين التقليديين الأهليين بنحو 200 ألف في جنوب إفريقيا، وهو ثمانية أضعاف الأطباء المدرّبين على الطريقة الغربية (25 ألفًا). يراجع نحو 60% من سكان جنوب إفريقيا المعالجين التقليديين، ويكون هذا عادةً إلى جانب الخدمات الطبية الحديثة.
يعتقد المعالجون التقليديون أن إظهار الاحترام واجب في حق الأسلاف، من خلال الشعائر والتضحية بالحيوانات، وذلك من أجل الانسجام بين الموتى والأحياء، وهو شرط لحياة خالية من المشكلات. يؤدي المعالجون طقوس استدعاء بحرق نباتات كالإمففو (Helichrysum petiolare) والرقص والإنشاد والتخديد وقرع الطبول. يعطي المعالجون التقليديون مرضاهم دواء الموتي، وهو دواء مصنوع من النبات والحيوان والمعادن، وهو دواء له دلالة روحية. هذه الأدوية لها عادة رمزية قوية، فقد يحضَّر للأطفال مثلا دهن الأسود لتزداد شجاعتهم. هذه الأدوية تداوي كل مرض سواء أكان جسميا أم عقليا، أو كان قلة انسجام مجتمعية أو صعوبات روحية، وبعض يكون جرعات للحماية والحب والحظ.
ومع أن كلمة سانغوما هي كلمة زولية (بلغة قبيلة زولو) تستعمل عاميًّا لوصف جميع أنواع المعالجين التقليديين الإفريقيين، فإن بين نوعي العلاج فروقًا: الإنيانا معنيٌّ أساسًا بالدواء المصنوع من الأعشاب والحيوانات، أما السانغوما فيعتمد على العرافة لأهداف علاجية وقد يعدّ أيضًا بصّارًا (يروي للناس عن حظوظهم). في العصر الحديث، شوّش الاستعمار والتمدين والفصل العنصري والتبادل الحضاري الفرق بين الفنّين، وصار من شأن المعالجين التقليديين أن يمارسوهما معًا. قد يبدّل المعالجون التقليديون بين هذين الدورين، فيشخصون المرض العام ويبيعون ويركبون أدوية للمرضى، ويستعملون العرافة لمعرفة سبب المرض وتقديم حلول للمشكلات المجتمعية أو الروحية.
كل ثقافة لها أسماؤها الخاصة التي تدل على المعالجين التقليديين. يعرَف معالجو الجوسا التقليديون باسم أماكسويل (الأعشابيون) أو أماغكيرها (العرّافون). نغاكا وسيلاولي اسمان آخران في سوثو الشمالية وسوثو الجنوبية على الترتيب، أما عند الفندا فيسمون مونغوم. يسمي أهل التسونغا معالجيهم نآنغا أو مونغوما.

## المعتقدات والتقاليد
السانغوما هو ممارس النغوما، وهي فلسفة قائمة على الاعتقاد بأرواح الأسلاف (بلغات القبائل: سيسواتي: أمادلوتي، زولو: أمادلوزي، سيسوثو: باديمو، جوسا: إزينيانيا) وممارسة الطب الإفريقي التقليدي، وهو عادة مزيج من النباتات الطبية وشحوم حيوانات متنوعة وجلودها. يمارس السانغومات نوعًا كلّيًّا ورمزيًّا من المعالجة، وهو مبني على المعتقدات التي يعتقد بها شعوب بانتو في جنوب إفريقيا، الذين يعتقدون أن الأسلاف في الحياة الأخرى يهدون ويحمون الأحياء. يُدعى السانغومات ليعالجوا المرضى، ويعتقد أن الأسلاف من عالم الأرواح يستطيعون أن يقدموا النصائح من خلالهم لشفاء الأمراض وعدم انسجام المجتمع والصعوبات الروحية. يعمل المعالجون التقليديون في كوخ معالجة مقدس يسمى إندومبا، إذ يعتقدون أن أسلافهم يسكنون فيه. فإذا لم يوجد إندومبا حقيقي، يمكن استعمال مكان مقدس مؤقت صغير، يسمى إمسامو.
يعتقد السانغومات أنهم قادرون على أن يصلوا إلى النصح والهداية من أسلافهم لمرضاهم من خلال تلبّس السلف روحيًّا، أو الوساطة الروحية أو رمي العظام أو تفسير الأحلام. في حالات التلبس، يتوصّل السانغوما إلى النشوة الروحية بقرع الطبول والرقص والغناء، ويسمح لنفسه أن تخرج لتتيح لسلف أن يتجسد في جسمه ويتواصل مع المريض مباشرة، أو يرقص بحماسة تتجاوز قدرته المعروفة. يقدّم السانغوما معلومات خاصة بمشكلات المريض. يحادث بعض السانغومات مرضاهم محادثة عادية، ويتكلم آخرون بألسنة أو لغات أجنبية عن المرضى، ولكن كل اللغات التي يستعملها السانغومات هي لغات إفريقية جنوبية أهلية، وتكون حسب السلَف الذي استُدعي. لا يتبع كل السانغومات الشعائر أو المعتقدات نفسها.
قد تكون أرواح الأسلاف الأسلاف الشخصيين للسانغوما أو المريض وقد يكونون أسلافًا عامّين مرتبطين بالمنطقة الجغرافية أو المجتمع. يعتقَد أن للأرواح القدرة على التدخل في حيوات الناس الذين يعملون لوصل السانغومات بالأرواح التي تعمل على نحو يسبب المصائب. فعلى سبيل المثال، يمكن أن يُستدعى سلطعون ليكون وسيطًا بين عالم الإنسان وعالم الأرواح بسبب قدرته على الانتقال بين عالم الأرض وعالم البحر. يعتقد أن الأرواح النافعة والضارة تستعمل الجسم الإنساني ليكون ساحة معركة لصراعاتها. باستعما النغوما، يعتقد السانغوما أنه يستطيع أن يؤسس انسجامًا بين الأرواح يعتقد أنه هو الذي يخفف معاناة المريض.
قد يشعل السانغوما البخور (كالإمففو) أو يضحي بالحيوانات ليرضي أرواح الأسلاف. يستعمل الشم أيضًا للتواصل مع الأسلاف في الصلاة.

## العرافة والتشخيص والعلاج
هدف السانغوما من المعالجة تأسيس علاقة متوازنة ومسالمة بين المريض المنكوب والأرواح التي تسبب مرضه أو مشكلته. يتوسط المعالج بين المريض وعالم الموتى من أجل ردّ المريض إلى صحته. يكون هذا عادة من خلال العرافة (رمي العظام أو تلبس الأسلاف) أو شعائر التطهر أو التضحية بالحيوانات لإرضاء الأرواح والتكفير عن الذنوب.
رمي العظام لتحصيل النصيحة من الأسلاف ممارسة بديلة لشعيرة تلبس الأسلاف المنهكة. في جلسة المعالجة العادية، يزور المريض السانغوما ليحدد له مرضه أو السبب الذي دفعه إلى الزيارة. قبل رمي العظام، لا بد أن يسأل المعالج عن اسم المريض واسم عائلته، ثم يستدعي المعالج الأسلاف بأسمائهم، بدءًا بأسماء معلّميه، ثم أسماء أسلافه ثم أسماء أسلاف المريض. يرمي المريض أو العرّاف العظام على الأرض، وقد تحوي المرميّات على فقرات عمود فقري، وقطع دومينو، وأحجار نرد، وقطع نقدية، وأصداف وأحجار، ولكل واحدة من هذه معنى في الحياة الإنسانية. فعلى سبيل المثال، عظم الضبع يمثل السارق ويأتي بمعلومات عن الأشياء المسروقة. يرمي السانغوما أو المريض العظام ولكن الأسلاف يحددون كيف تنزل على الأرض. ثم يفسر السانغوما هذا المجاز بالعلاقة مع أمراض المريض، ويعرف ماذا يريد أسلاف المريض، وكيف يمكن حل التنافر. وبالطريقة نفسها، يفسر السانغومات المجازات في الأحلام، سواءٌ أكانت أحلام المريض أم أحلامهم.
عندما يصل العرّاف إلى فهم مقبول للمشكلة ويوافق المريض، يجب على العراف أن يرمي العظام مرة أخرى ليسأل الأسلاف إن كان يمكن له أن يساعد المريض. وحسب ما يرى في العظام ينصح المريض بأدوية قد يكون منها استعمال النغوما، وقد يحيله إلى خبير أعشاب، أو إنيانغا (إذا لم يكن عنده علم الإنيانغا)، أو ينصحه بأسلوب دوائي غربي.